# The Dark Past
The Dark Past este un film noir thriller psihologic din 1948 cu William Holden, Nina Foch și Lee J. Cobb în rolurile principale. Regizat de Rudolph Maté, producția Columbia Pictures este o refacere a Blind Alley (r. Charles Vidor, 1939), de asemenea o producție Columbia, ambele după o piesă de teatru de James Warwick.

## Prezentare
Psihiatrul de poliție Dr. Andrew Collins (Lee J. Cobb) îi spune unui detectiv că el crede că poate ajuta ca un tânăr suspect de crimă să se schimbe în bine. Printr-un flashback lung, el prezintă argumente în acest sens povestind cum a ajuns să lucreze pentru poliție.
În trecut, când Collins (atunci profesor universitar), soția și fiul lui au mers spre cabana lor de vacanță,  criminalul condamnat fugar Al Walker (William Holden) și mica sa bandă apar în același golf retras. Pe drum, Walker îl împușcă degeaba pe directorul închisorii pe care îl ținea ostatic în spate, deoarece acesta a ridicat sprâncenele spre el.
Collins se simte bine la cabană cu cei trei oaspeți ai săi, când Walker, prietena sa Betty (Nina Foch) și doi bărbați înarmați intră și îi iau ostatici pe toți în timp ce așteaptă să fie luați cu o barcă. În timp ce servitoarele sunt legate la subsol iar ceilalți sunt la etaj, păziți de Betty și de bandiți, Collins observă îndeaproape comportamentul lui Walker la parter, explicându-i că prin meseria lui știe să vindece astfel de cazuri.
Când Fred Linder (Steven Geray), un coleg al lui Collins, vine să-i aducă o pușcă de vânătoare pe care i-a reparat-o, el îi spune lui Collins despre evadarea din închisoare, dar observă că cineva se ascunde în spatele unei perdele. Prefăcându-se că pleacă, Linder ia pușca ca să tragă, dar Walker se luptă cu el, rănindu-l pe Linder. Tot timpul, Collins a observat în mod repetat că Walker, un om extrem de neinteligent și volatil, este totuși atras de unele dintre cărțile sale despre psihanaliză și subconștient. Betty, căruia i se cere să-l urmărească pe Collins în timp ce Walker doarme, îi spune profesorului că Walker este predispus la coșmaruri (prezentate în film cu imagini negative) în care este urmărit de ploaie, apoi stă sub o umbrelă găurită prin care curge apă, cu mâna paralizată și prins dintr-odată în spatele gratiilor.
Când Walker se trezește, Collins sugerează să-i analizeze visele, iar Walker este de acord. Sub îndrumarea lui Collins, Walker își amintește o scenă din copilărie în care s-a ascuns sub o masă într-un bar și a văzut cum tatăl său a fost împușcat de poliție. Trauma a fost intensificată pentru că tânărul Walker a spus poliției unde să-l găsească și pentru că mâna băiatului era acoperită de sângele tatălui său, care s-a scurs prin masa de deasupra lui. Collins îi spune lui Walker că recuperarea memoriei pierdute va avea ca rezultat dispariția coșmarurilor sale dar și că nu va mai putea ucide.
Între timp, o servitoare a reușit să scape și să anunțe poliția. Cabana este înconjurată. Walker este gata să tragă cu arma, dar constată că nu poate apăsa pe trăgaci, chiar dacă degetele nu-i mai sunt paralizate. I se pare că polițistul din cătarea armei este tatăl său.
Flashback-ul se termină și filmul revine la scena de la început: detectivul de poliție este de acord să-l lase pe Collins să-l analizeze pe tânărul suspect despre care discutaseră. 

## Distribuție

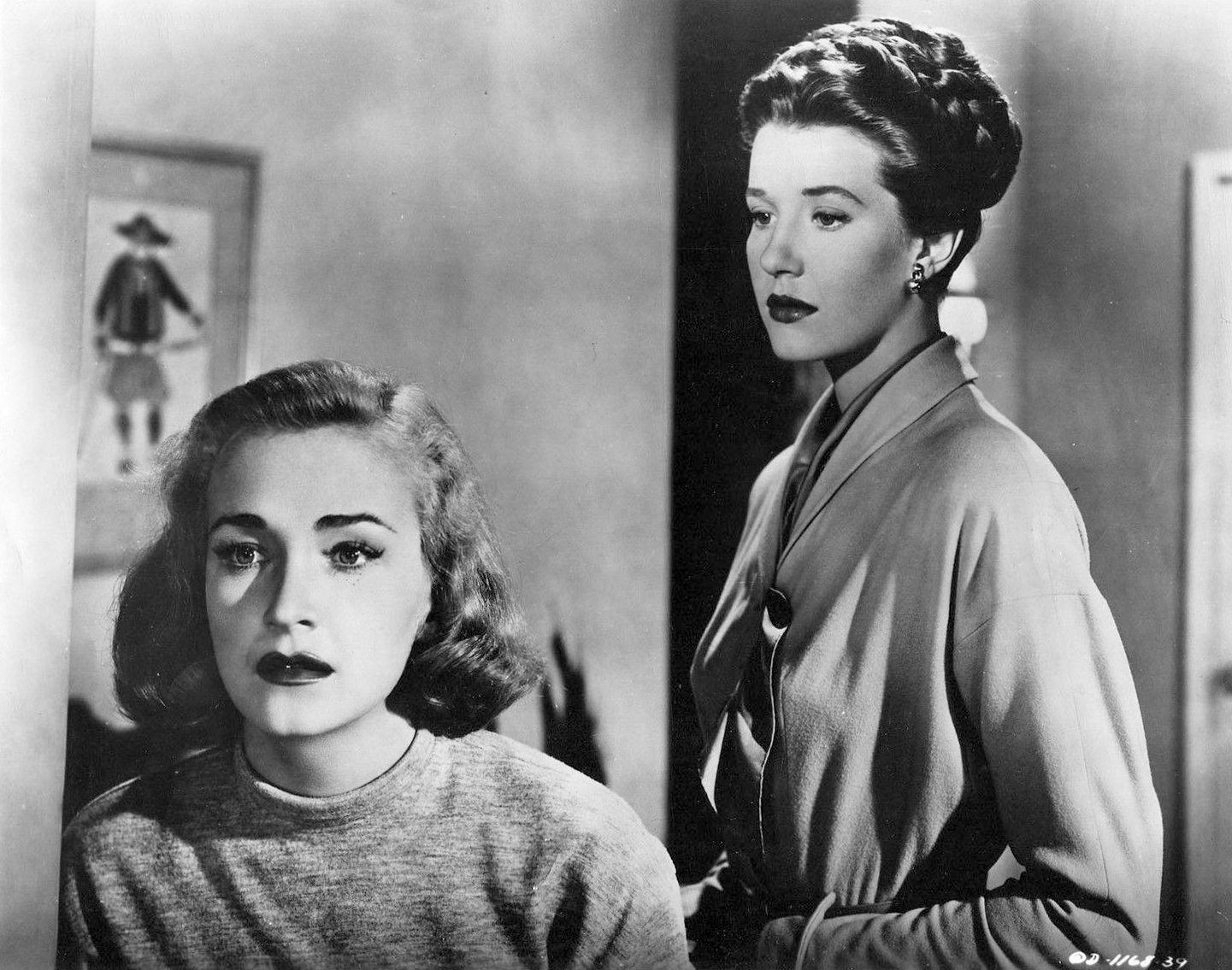
Nina Foch și Lois Maxwell în The Dark Past

- William Holden - Al Walker
- Nina Foch - Betty
- Lee J. Cobb - Dr. Andrew Collins
- Adele Jergens - Laura Stevens
- Stephen Dunne - Owen Talbot
- Lois Maxwell - Ruth Collins
- Berry Kroeger - Mike
- Steven Geray - Prof. Fred Linder
- Wilton Graff - Frank Stevens
- Robert Osterloh - Pete
- Kathryn Card - Nora

## Recepție

### Răspuns critic
Când filmul a fost lansat, criticul de film de la The New York Times i-a dat filmului o recenzie pozitivă scriind că: „William Holden joacă excelent rolul bărbatului înarmat, încătușat în vis, care este în același timp nemilos, nervos și exploziv de periculos, dar care se conformează cerințelor medicului. În contrapartidă este interpretarea la fel de frumoasă a lui Lee J. Cobb a unui om de știință foarte calm care este dedicat „vindecării oamenilor, nu uciderii lor”. Și, Nina Foch face o treabă reținută cu competență ca amantă a gangsterului, care află că suferă de complexul Oedip. Oaspeții din casei medicului, inclusiv Steven Geray, Adele Jergens și Wilton Graff, și răpitorii lor, în special Berry Kroeger, au roluri discrete, dar îngrijite. De asemenea, îngrijit este cuvântul pentru acest mic cadou, dar bine realizat de Crăciun.”
În 2001, criticul de film Dennis Schwartz a dat filmului o recenzie mixtă, declarând că filmul a fost bine jucat, dar a numit filmul „un nonsens (în engleză hokum) pur de la Hollywood”.